# Équipe de Suisse de football en 2016
Cet article présente l'année 2016 pour l'équipe de Suisse de football. En mars et en octobre, elle dispute son premier match face à la Bosnie-Herzégovine et à Andorre.

## Évolution du classement
| Année | 2015     | 2016    | 2016    | 2016 | 2016  | 2016 | 2016 | 2016    | 2016 | 2016      | 2016    | 2016     | 2016     |
| Mois  | décembre | janvier | février | mars | avril | mai  | juin | juillet | août | septembre | octobre | novembre | décembre |
| Rang  | 12       | 12      | 12      | 12   | 14    | 14   | 15   | 18      | 18   | 16        | 14      | 11       | 11       |

## Bilan
|           | Nombre de matchs | Victoires | Défaites | Matchs nul | Buts marqués | Buts encaissés |
| Domicile  | 5                | 3         | 2        | 0          | 7            | 5              |
| Extérieur | 3                | 2         | 1        | 0          | 5            | 4              |
| Neutre    | 4                | 1         | 0        | 3          | 3            | 2              |
| Total     | 12               | 6         | 3        | 3          | 15           | 11             |

## Matchs et résultats
| Match amical                                     | République d'Irlande | 1 - 0   | Suisse | Aviva Stadium, Dublin                             |                                                   |
| 25 mars 2016 · 20h45 · Historique des rencontres | Clark 2e             | (1 - 0) |        | Spectateurs : 35 450 Arbitrage : Miroslav Zelinka | Spectateurs : 35 450 Arbitrage : Miroslav Zelinka |
| 25 mars 2016 · 20h45 · Historique des rencontres | Rapport              |         |        | Spectateurs : 35 450 Arbitrage : Miroslav Zelinka | Spectateurs : 35 450 Arbitrage : Miroslav Zelinka |

| Match amical                                     | Suisse  | 0 - 2   | Bosnie-Herzégovine     | Letzigrund, Zurich                                    |                                                       |
| 29 mars 2016 · 20h30 · Historique des rencontres |         | (0 - 1) | 14e Džeko · 57e Pjanić | Spectateurs : 17 000 Arbitrage : Sébastien Delferière | Spectateurs : 17 000 Arbitrage : Sébastien Delferière |
| 29 mars 2016 · 20h30 · Historique des rencontres | Rapport |         |                        | Spectateurs : 17 000 Arbitrage : Sébastien Delferière | Spectateurs : 17 000 Arbitrage : Sébastien Delferière |

| Match amical                                    | Suisse       | 1 - 2   | Belgique                   | Stade de Genève, Genève                          |                                                  |
| 28 mai 2016 · 16h15 · Historique des rencontres | Džemaili 32e | (1 - 1) | 34e Lukaku · 83e De Bruyne | Spectateurs : 20 000 Arbitrage : Paolo Mazzoleni | Spectateurs : 20 000 Arbitrage : Paolo Mazzoleni |
| 28 mai 2016 · 16h15 · Historique des rencontres | Rapport      |         |                            | Spectateurs : 20 000 Arbitrage : Paolo Mazzoleni | Spectateurs : 20 000 Arbitrage : Paolo Mazzoleni |

| Match amical                                    | Suisse                          | 2 - 1   | Moldavie    | Cornaredo, Lugano                                             |                                                               |
| 3 juin 2016 · 18h00 · Historique des rencontres | Namașco 12e (csc) · Mehmedi 75e | (1 - 0) | 69e Gînsari | Spectateurs : 5 700 Arbitrage : Alejandro Hernández Hernández | Spectateurs : 5 700 Arbitrage : Alejandro Hernández Hernández |
| 3 juin 2016 · 18h00 · Historique des rencontres | Rapport                         |         |             | Spectateurs : 5 700 Arbitrage : Alejandro Hernández Hernández | Spectateurs : 5 700 Arbitrage : Alejandro Hernández Hernández |

| Euro 2016 - 1er match de poule                   | Albanie | 0 - 1   | Suisse   | Stade Bollaert-Delelis, Lens                             |                                                          |
| 11 juin 2016 · 15h00 · Historique des rencontres |         | (0 - 1) | 5e Schär | Spectateurs : 33 805 Arbitrage : Carlos Velasco Carballo | Spectateurs : 33 805 Arbitrage : Carlos Velasco Carballo |
| 11 juin 2016 · 15h00 · Historique des rencontres | Rapport |         |          | Spectateurs : 33 805 Arbitrage : Carlos Velasco Carballo | Spectateurs : 33 805 Arbitrage : Carlos Velasco Carballo |

| Euro 2016 - 2e match de poule                    | Roumanie          | 1 - 1   | Suisse      | Parc des Princes, Paris                            |                                                    |
| 15 juin 2016 · 18h00 · Historique des rencontres | Stancu 18e (pen.) | (1 - 0) | 57e Mehmedi | Spectateurs : 43 576 Arbitrage : Sergueï Karassiov | Spectateurs : 43 576 Arbitrage : Sergueï Karassiov |
| 15 juin 2016 · 18h00 · Historique des rencontres | Rapport           |         |             | Spectateurs : 43 576 Arbitrage : Sergueï Karassiov | Spectateurs : 43 576 Arbitrage : Sergueï Karassiov |

| Euro 2016 - 3e match de poule                    | Suisse  | 0 - 0 | France | Stade Pierre-Mauroy, Villeneuve-d'Ascq         |                                                |
| 19 juin 2016 · 21h00 · Historique des rencontres |         |       |        | Spectateurs : 45 616 Arbitrage : Damir Skomina | Spectateurs : 45 616 Arbitrage : Damir Skomina |
| 19 juin 2016 · 21h00 · Historique des rencontres | Rapport |       |        | Spectateurs : 45 616 Arbitrage : Damir Skomina | Spectateurs : 45 616 Arbitrage : Damir Skomina |

| Euro 2016 - Huitième de finale                   | Suisse                                             | 1 - 1 a.p.        | Pologne                                                  | Stade Geoffroy-Guichard, Saint-Étienne            |                                                   |
| 25 juin 2016 · 15h00 · Historique des rencontres | Shaqiri 82e                                        | (0 - 1, 1 - 1)    | 39e Błaszczykowski                                       | Spectateurs : 38 842 Arbitrage : Mark Clattenburg | Spectateurs : 38 842 Arbitrage : Mark Clattenburg |
| 25 juin 2016 · 15h00 · Historique des rencontres | Rapport                                            |                   |                                                          | Spectateurs : 38 842 Arbitrage : Mark Clattenburg | Spectateurs : 38 842 Arbitrage : Mark Clattenburg |
| 25 juin 2016 · 15h00 · Historique des rencontres | Lichtsteiner · Xhaka · Shaqiri · Schär · Rodríguez | Tirs au but 4 - 5 | Lewandowski · Milik · Glik · Błaszczykowski · Krychowiak | Spectateurs : 38 842 Arbitrage : Mark Clattenburg | Spectateurs : 38 842 Arbitrage : Mark Clattenburg |

| CM - qualification 1re journée                       | Suisse                   | 2 - 0   | Portugal | Parc Saint-Jacques, Bâle                             |                                                      |
| 6 septembre 2016 · 20h45 · Historique des rencontres | Embolo 24e · Mehmedi 31e | (2 - 0) |          | Spectateurs : 36 000 Arbitrage : Antonio Mateu Lahoz | Spectateurs : 36 000 Arbitrage : Antonio Mateu Lahoz |
| 6 septembre 2016 · 20h45 · Historique des rencontres | Rapport                  |         |          | Spectateurs : 36 000 Arbitrage : Antonio Mateu Lahoz | Spectateurs : 36 000 Arbitrage : Antonio Mateu Lahoz |

| CM - qualification 2e journée                      | Hongrie        | 2 - 3   | Suisse                                      | Groupama Aréna, Budapest                       |                                                |
| 7 octobre 2016 · 20h45 · Historique des rencontres | Szalai 53e 72e | (0 - 0) | 51e Seferović · 67e Rodríguez · 89e Stocker | Spectateurs : 21 668 Arbitrage : Björn Kuipers | Spectateurs : 21 668 Arbitrage : Björn Kuipers |
| 7 octobre 2016 · 20h45 · Historique des rencontres | Rapport        |         |                                             | Spectateurs : 21 668 Arbitrage : Björn Kuipers | Spectateurs : 21 668 Arbitrage : Björn Kuipers |

| CM - qualification 3e journée                       | Andorre        | 1 - 2   | Suisse                         | Estadi Nacional, Andorre-la-Vieille         |                                             |
| 10 octobre 2016 · 20h45 · Historique des rencontres | Martínez 90+1e | (0 - 1) | 19e (pen.) Schär · 77e Mehmedi | Spectateurs : 2 014 Arbitrage : John Beaton | Spectateurs : 2 014 Arbitrage : John Beaton |
| 10 octobre 2016 · 20h45 · Historique des rencontres | Rapport        |         |                                | Spectateurs : 2 014 Arbitrage : John Beaton | Spectateurs : 2 014 Arbitrage : John Beaton |

| CM - qualification 4e journée                        | Suisse                          | 2 - 0   | Îles Féroé | Swissporarena, Lucerne                                |                                                       |
| 13 novembre 2016 · 18h00 · Historique des rencontres | Derdiyok 27e · Lichtsteiner 83e | (1 - 0) |            | Spectateurs : 14 800 Arbitrage : Sébastien Delferière | Spectateurs : 14 800 Arbitrage : Sébastien Delferière |
| 13 novembre 2016 · 18h00 · Historique des rencontres | Rapport                         |         |            | Spectateurs : 14 800 Arbitrage : Sébastien Delferière | Spectateurs : 14 800 Arbitrage : Sébastien Delferière |

## Classement des buteurs
| Buteur               | Compétition officielle | Matchs amicaux | Total |
| -------------------- | ---------------------- | -------------- | ----- |
| Admir Mehmedi        | 3                      | 1              | 4     |
| Fabian Schär         | 2                      | 0              | 2     |
| Eren Derdiyok        | 1                      | 0              | 1     |
| Breel Embolo         | 1                      | 0              | 1     |
| Stephan Lichtsteiner | 1                      | 0              | 1     |
| Ricardo Rodríguez    | 1                      | 0              | 1     |
| Haris Seferović      | 1                      | 0              | 1     |
| Xherdan Shaqiri      | 1                      | 0              | 1     |
| Valentin Stocker     | 1                      | 0              | 1     |
| Blerim Džemaili      | 0                      | 1              | 1     |
| but contre son camp  | 0                      | 1              | 1     |